# Scott Paper Company
Scott Paper Company (произносится Скотт пайпер компани) — американская компания, которая была одним из крупнейших в мире производителей и продавцов санитарно-гигиенической продукции из бумаги. Была основана в 1879 году в Филадельфии братьями Скотт, и её часто называют первым крупным производителем на рынке туалетной бумаги, продаваемой в рулонах. Начиная с 1907 года «Скотт Пайпер» стала производить и продавать бумажные полотенца, а в начале 1930-х годов — бумажные салфетки. В 1966 году выпустила на рынок женские бумажные платья, имевшие международный успех и вызвавшие многочисленные подражания со стороны других производителей. Её товары продавалась под различными торговыми марками во многих странах мира. В 1995 году была поглощена корпорацией Kimberly-Clark.

## История
Компания была основана в 1879 году в Филадельфии, штат Пенсильвания, братьями Эдвардом Ирвином Скоттом (англ. Edward Irvin Scott) и Кларенсом Скоттом (англ. Clarence Scott). Компанию часто называют первым промышленным производителем на рынке туалетной бумаги в рулонах, которую она представила в 1890 году. Братья Скотт поставляли бумагу для различных сторонних брендов, но до 1902 года не решались выпускать туалетную бумагу под собственной торговой маркой, опасаясь репутационных рисков. С 1902 компания производила туалетную бумагу «Уолдорф» (англ. Waldorf Bathroom Tissue), фактически являющуюся одной из первых известных марок туалетной бумаги на рынке США. Начиная с 1907 года «Скотт Пайпер» стала производить и продавать бумажные полотенца. Историю появления на рынке нового вида продукции связывают с Артуром Скоттом, который в то время был главой компании. На один из его заводов был доставлен вагон бракованной туалетной бумаги, которая была чересчур жёсткой и плотной. Перед этим Артур Скотт слышал, что какая-то учительница городской школы, в целях борьбы с простудными заболеваниями, выдавала учащимся кусочки туалетной бумаги, чтобы они не использовали в школьном туалете общее полотенце и не способствовали распространению инфекции. Скотт принял решение изготовить из бракованной партии бумажные полотенца. Первая поставка на рынок составила 1000 рулонов полотенец по 10 центов за штуку. Первоначально такие полотенца использовались в санитарно-гигиенических целях и предназначались для общественных и развлекательных предприятий, учреждений (отели, рестораны, театры, вокзалы, общественные туалеты и т. д.). В 1931 году компанией были выпущены перфорированные рулоны бумажных полотенец предназначенные для кухни, которые первоначально не имели успеха у потребителей. Однако, когда в 1960-е годы цены на них упали, став более доступными, то их активно стали приобретать частные домохозяйства в качестве замены кухонных полотенец, изготовленных из традиционных материалов. В начале 1930-х годов компания начала производство бумажных салфеток. В 1966 году компания выпустила на рынок женские бумажные платья, имевшие международный успех и вызвавшие подражание со стороны других производителей. Эти платья были изготовлены из материала «Dura-Weve», который применялся для производства медицинских товаров (постельное белье, защитная спецодежда для персонала). Прежде всего эта новация была продиктована маркетинговыми целями — компания включила в свой почтовый каталог бумажное платье-рубашку стоимостью 1,25 доллара, что позволило продать около полумиллиона таких предметов одежды. В это время был бум на рынке одноразовых предметов быта, и потребители относились к таким нарядам как к пластиковой посуде: «использовал один раз — и выбрасываешь». Мишель Червински, автор книги «50 платьев, которые изменили мир», отмечала, что несмотря на то, что подобные платья продавались в обычных супермаркетах, они стали предметом гардероба и взыскательных клиенток, следящих за модными тенденциями: «Никто и подумать не мог, что Scott Paper Company осмелится заявить о себе в мире высокой моды и произведёт там настоящий фурор, но совершенно случайно этот наряд попал точно в модную струю, бьющую в бутиках и по сей день». Однако это «большое бумажное помешательство» оказалось недолговечным и через несколько лет практически сошло на нет, хотя модели одежды и аксессуаров из бумаги производятся и в настоящее время.
Штаб-квартира компании находилась в Филадельфии, штат Пенсильвания. Она долгое время входила в список Fortune 500. В 1994 году консолидированные продажи потребительских и коммерческих товаров составили около 3,6 миллиарда долларов. Выпускала продукцию под товарными знаками: «Americana Styro Cups», «Cottonelle», «Baby Fresh», «Sofkinsx», «American StyroCupx», «Viva» и др. В 1995 году компания была поглощена корпорацией «Кимберли-Кларк», которая продолжает производить товары под некоторыми торговыми марками, основанными «Скотт Пайпер». «Scott Paper Limited», её дочерняя компания в Канаде, была также продана и стала частью «Kruger Inc». Бренд детских салфеток «Baby Fresh» в 1996 году был продан «Procter & Gamble» и теперь входит в линейку товаров, выпускаемых под маркой «Pampers».